# Hammersmith Apollo
Hammersmith Apollo (znane także jako Eventim Apollo i Hammersmith Odeon) – sala widowiskowa i zabytkowy budynek w londyńskiej dzielnicy Hammersmith.

## Historia

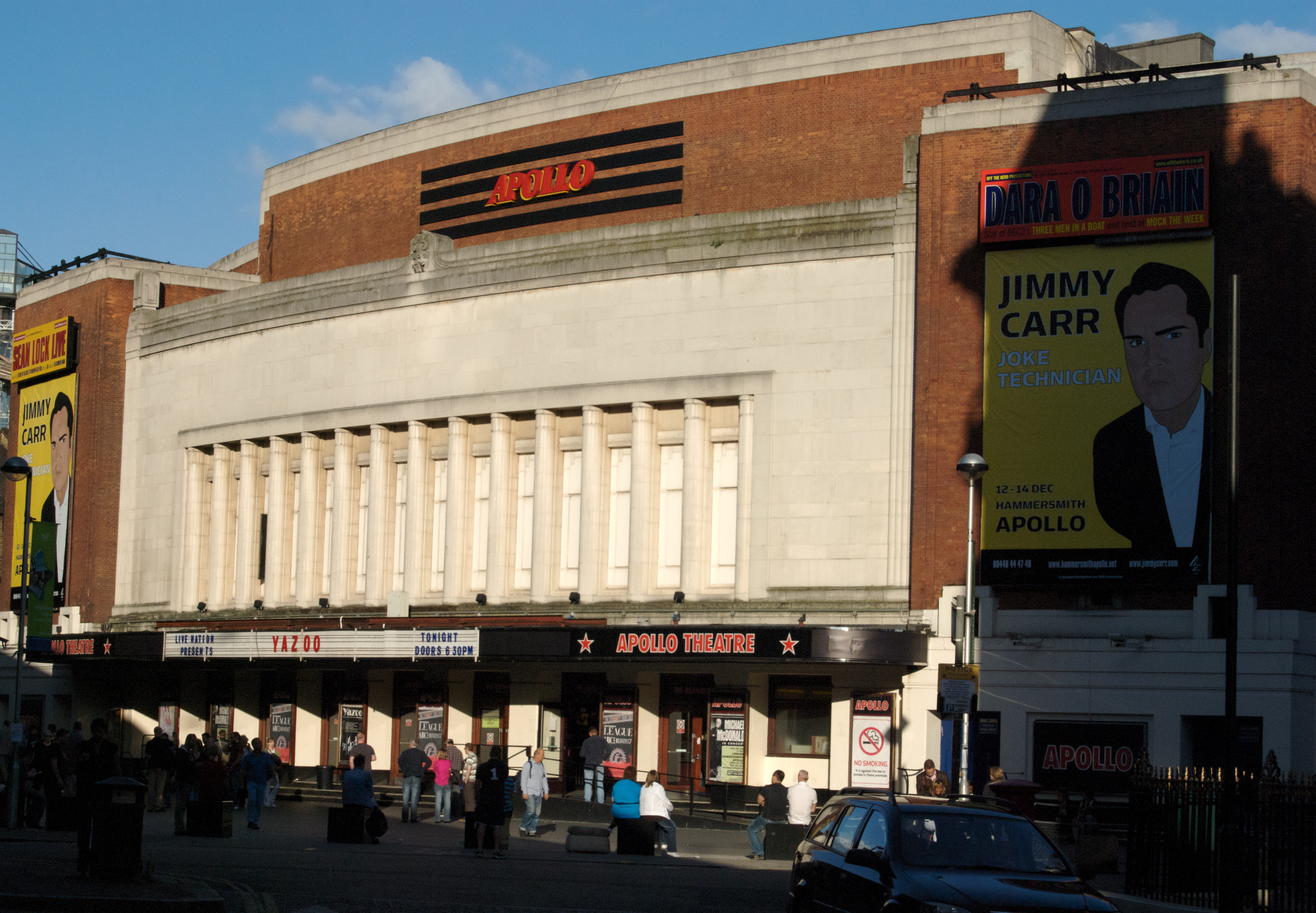
Hammersmith Apollo, 2008

Ten budynek zaprojektowano w 1932 roku. Pierwotnie nosił on nazwę Gaumont Palace. Został zaprojektowany przez Roberta Cromie w stylu Art Deco. W roku 1962 nazwę budynku zmieniono na Hammersmith Odeon, ale wiele osób dalej mówiło o niej tak jak poprzednio. W tym czasie sala mogła pomieścić nieco ponad 3400 osób. W roku 2002 ponownie zmieniono nazwę. Tym razem była to Carling Apollo. W wyniku ciągłych zmian w zarządzie budynku, w 2006 roku zmieniono nazwę na Hammersmith Apollo. W maju 2012 roku wykupiło ją CTS Eventim, i zmieniono nazwę na Eventim Apollo. Dziś sala mieści ok. 3600 osób. Samo położenie obiektu znajduje się niedaleko stacji metra Hammersmith.
Sala była bardzo popularna w Londynie, czego przykładem jest koncert zespołu AC/DC. Bilety na koncert w cenie 10 GBP rozeszły się w 4 minuty.

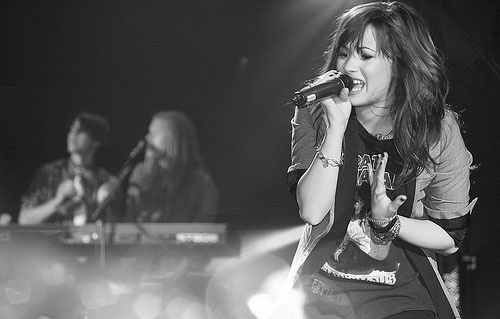
Demi Lovato w Hammersmith Apollo (2008)

W 2013 roku na ceremonii ponownego otwarcia sali koncert zagrała tam Selena Gomez.

## Opis

### Zespoły muzyczne i piosenkarze
Sala jest znana przede wszystkim z koncertu zespołu Queen – A Night at The Hammersmith Odeon w 1975 roku. Zespół wypuścił w 2015 roku płytę DVD i Blu-Ray z nagraniem tego koncertu. Oprócz grupy Queen, wiele innych zespołów wydało albumy DVD z tego miejsca. Były to m.in.: Black Sabbath, Rush, Hawkwind, Iron Maiden (wystąpili 24 razy), Celtic Frost, Kings of Leon, Tears for Fears, Dire Straits, Frank Zappa, Sophie Ellis-Bextor, David Bowie, Bruce Springsteen, Erasure, Motörhead, czy też Robbie Williams. Gitarzysta Pink Floyd – David Gilmour wystąpił tam aż trzy noce w kwietniu 1984 roku. Zdjęcia z koncertu zespołu The Who w tym miejscu pojawiły się w albumie Quadrophenia z 1973 roku. Amerykańska piosenkarka Tori Amos wydała w 2005 roku serię sześciu albumów na żywo pod nazwą The Original Bootlegs, z których jeden został nagrany w Apollo.

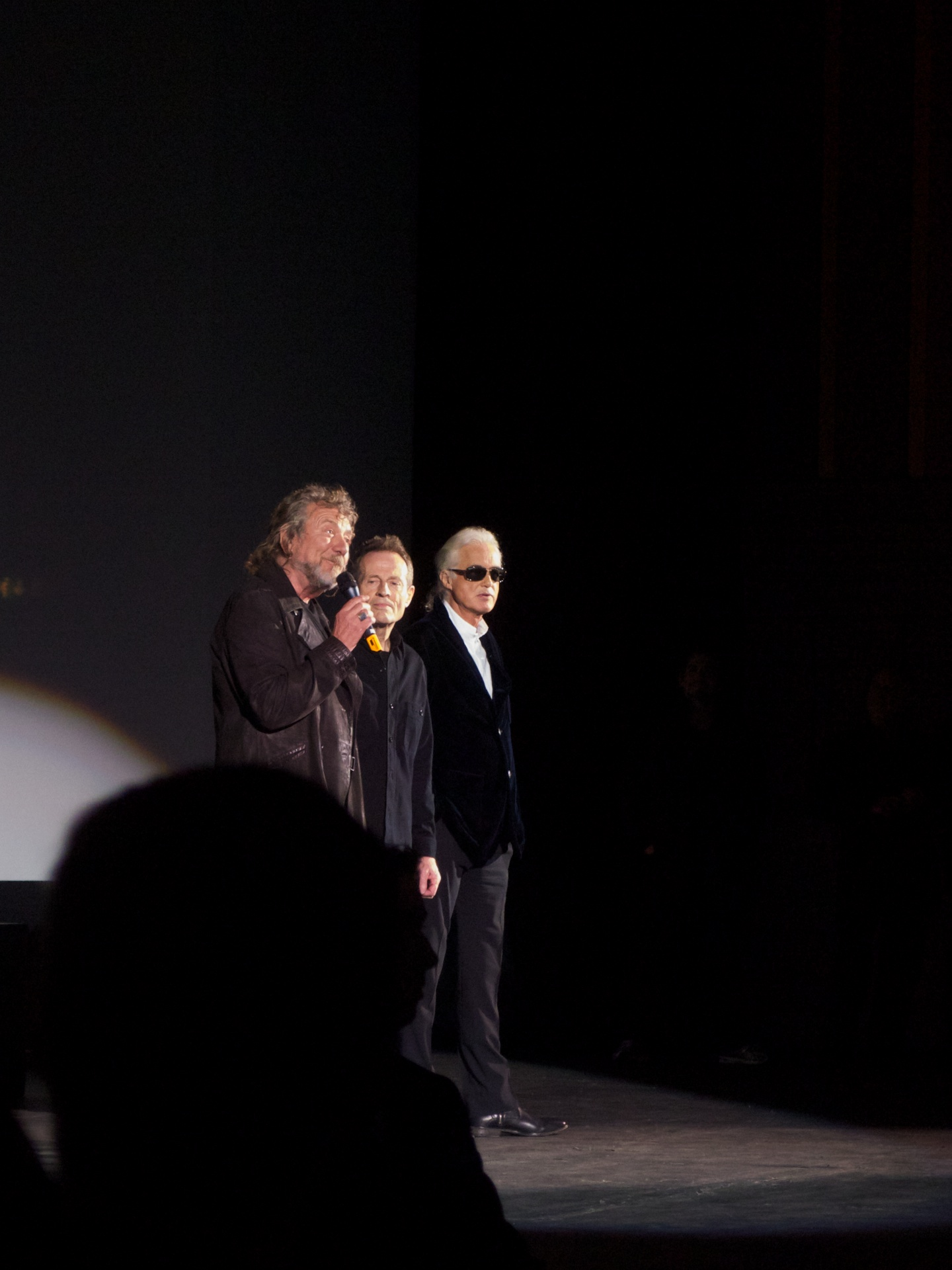
Led Zeppelin w Hammersmith Apollo (2012)

### Film, scena, literatura
Aktor i komik brytyjskiego pochodzenia Eddie Izzard wydał nagranie ze swojego pokazu właśnie w tym miejscu. Hammersmith Apollo można zobaczyć w filmie amerykańskiej produkcji „Just My Luck”, gdzie występował zespół McFly. W filmie The Football Factory kibice drużyny footbolowej Chelsea wsiadają do autobusu do Liverpoolu właśnie w Apollo. Zewnętrzna część (wówczas) Gaumont Palace została wykorzystana jako kino „Grand” w brytyjskim filmie z 1957 r. „Najmniejszy pokaz na ziemi”. W 2012 roku członkowie Led Zeppelin podczas promocji filmu o zespole pt. „Celebration Day” odpowiadali tam na pytania z publiczności. Pisarz Robert Archambeau wspomina Hammersmith Odeon w swoim wierszu Glam Rock: The Poem:
Perspective’s trick’s a little imp behind their shoulders:
Tony Defries. He, thinking
“Hammersmith Odeon” thinking “aren’t they
fun!” He, thinking, too ” but will it sell?”
and then he’s smiling,
thinking,

“yes.”

### Live at the Apollo (BBC)[19][20]
Program „Live at the Apollo” (wcześniej „Jack Dee Live at the Apollo”), to program rozrywkowy stand-up na platformie BBC, emitowany od roku 2004 prosto z Hammersmith Apollo. Początkowo program prowadził Jack Dee, natomiast od pewnego czasu zasady programu się zmieniły i program prowadzą różne gwiazdy. Do roku 2015 był emitowany na BBC One, jednak zmieniono program nadawania na BBC Two.